# مله‌کبود (بخش گهواره)
مله‌کبود، روستایی است از توابع بخش گهواره و در شهرستان دالاهو استان کرمانشاه ایران.

## جمعیت
این روستا در دهستان گورانی قرار داشته و بر اساس سرشماری سال ۱۳۸۵ جمعیت آن (۲۱خانوار) ۱۰۳نفر
بوده است.